# Agrotis munda
Agrotis munda är en fjärilsart som beskrevs av Walker 1856. Agrotis munda ingår i släktet Agrotis och familjen nattflyn. Inga underarter finns listade i Catalogue of Life.

## Bildgalleri

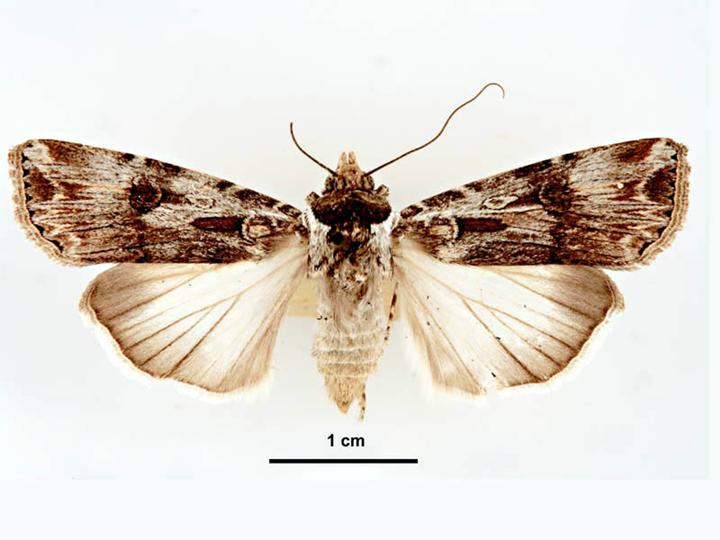
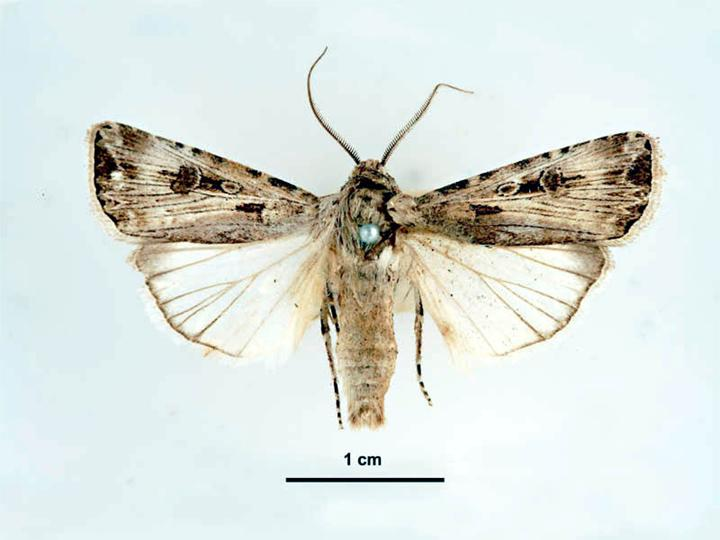